# Bathoxiphus ensiculus
Bathoxiphus ensiculus é uma espécie de molusco pertencente à família Entalinidae.
A autoridade científica da espécie é Jeffreys, tendo sido descrita no ano de 1877.
Trata-se de uma espécie presente no território português, incluindo a zona econômica exclusiva.